# Arsenio Iglesias
Arsenio Iglesias Pardo (Arteixo, 24 de dezembro de 1930 – Corunha, 5 de maio de 2023) foi um futebolista e treinador de futebol espanhol.

## Carreira
Arsenio Iglesias foi um renomado técnico de futebol espanhol, por passagem por inúmeros times, ganhador do Don Balón (prêmio), por duas vezes. Treinou o Deportivo La Coruña, com o qual conquistou a Copa del Rey em 1995.

## Morte
Iglesias morreu em 5 de abril de 2023, aos 92 anos, em Corunha.